# Challenger de Johannesburgo
El Soweto Open es un torneo profesional de tenis. Pertenece al ATP Challenger Series y también en el circuitos femenino de la ITF como torneo de categoría 100K. Se juega desde el año 2009 sobre pistas duras, en Johannesburgo, Sudáfrica.

## Palmarés

### Individuales
| Año  | Campeón            | Finalista          | Resultado             |
| ---- | ------------------ | ------------------ | --------------------- |
| 2013 | Vasek Pospisil     | Michał Przysiężny  | 6–7(7), 6–0, 4–1 ret. |
| 2012 | No celebrado       | No celebrado       | No celebrado          |
| 2011 | Izak van der Merwe | Rik de Voest       | 6–7(2), 7–5, 6–3      |
| 2010 | Dustin Brown       | Izak van der Merwe | 7–6(2), 6–3           |
| 2009 | Fabrice Santoro    | Rik de Voest       | 7–5, 6–4              |

### Dobles
| Año  | Campeones                       | Finalistas                          | Resultado      |
| ---- | ------------------------------- | ----------------------------------- | -------------- |
| 2013 | Prakash Amritraj Rajeev Ram     | Purav Raja Divij Sharan             | 7-6(1), 7-6(1) |
| 2012 | No celebrado                    | No celebrado                        | No celebrado   |
| 2011 | Michael Kohlmann Alexander Peya | Andre Begemann Matthew Ebden        | 6–2, 6–2       |
| 2010 | Nicolas Mahut Lovro Zovko       | Raven Klaasen Izak van der Merwe    | 6–2, 6–2       |
| 2009 | George Bastl Chris Guccione     | Michail Elgin Alexandre Kudryavtsev | 6–2, 4–6, 11–9 |